# Portada/efemèride abril 8
El monestir de Santa Maria de Vallbona.
« 7 d'abril · 8 d'abril · 9 d'abril »